# 19 Sextantis
19 Sextantis är en orange jätte i Sextantens stjärnbild.
19 Sextantis har visuell magnitud +5,78 och är synlig för blotta ögat vid god seeing. Den befinner sig på ett avstånd av ungefär 415 ljusår.